# Imperium Rosyjskie
Imperium Rosyjskie, oficjalna nazwa polska: Cesarstwo Rosyjskie (ros. Российская империя, przed reformą ortografii: Россійская Имперія) – oficjalna nazwa Rosji w latach 1721–1917. Imperium Rosyjskie u szczytu swej potęgi w 1866 roku zajmowało powierzchnię 23 700 000 km² i było trzecim pod względem wielkości państwem w historii ludzkości, po imperium brytyjskim i Wielkim Ułusie Mongolskim. Faktyczną stolicą Imperium Rosyjskiego był przez niemal cały okres jego istnienia Petersburg, choć z prawnego punktu widzenia stolicą pozostawała Moskwa, pozostająca do 1812 roku największym miastem Rosji i miejscem koronacji carów. Dwór przeniesiono do Moskwy w 1728 roku, ale dwa lata później powrócił on do Petersburga (1730). Imperium było sukcesorem Carstwa Rosyjskiego. Upadło na skutek dwóch rewolucji w 1917 roku.

## Historia

### Międzynarodowe uznanie tytułów cesarzy Rosji

Flaga Imperium Rosyjskiego w latach 1858–1883

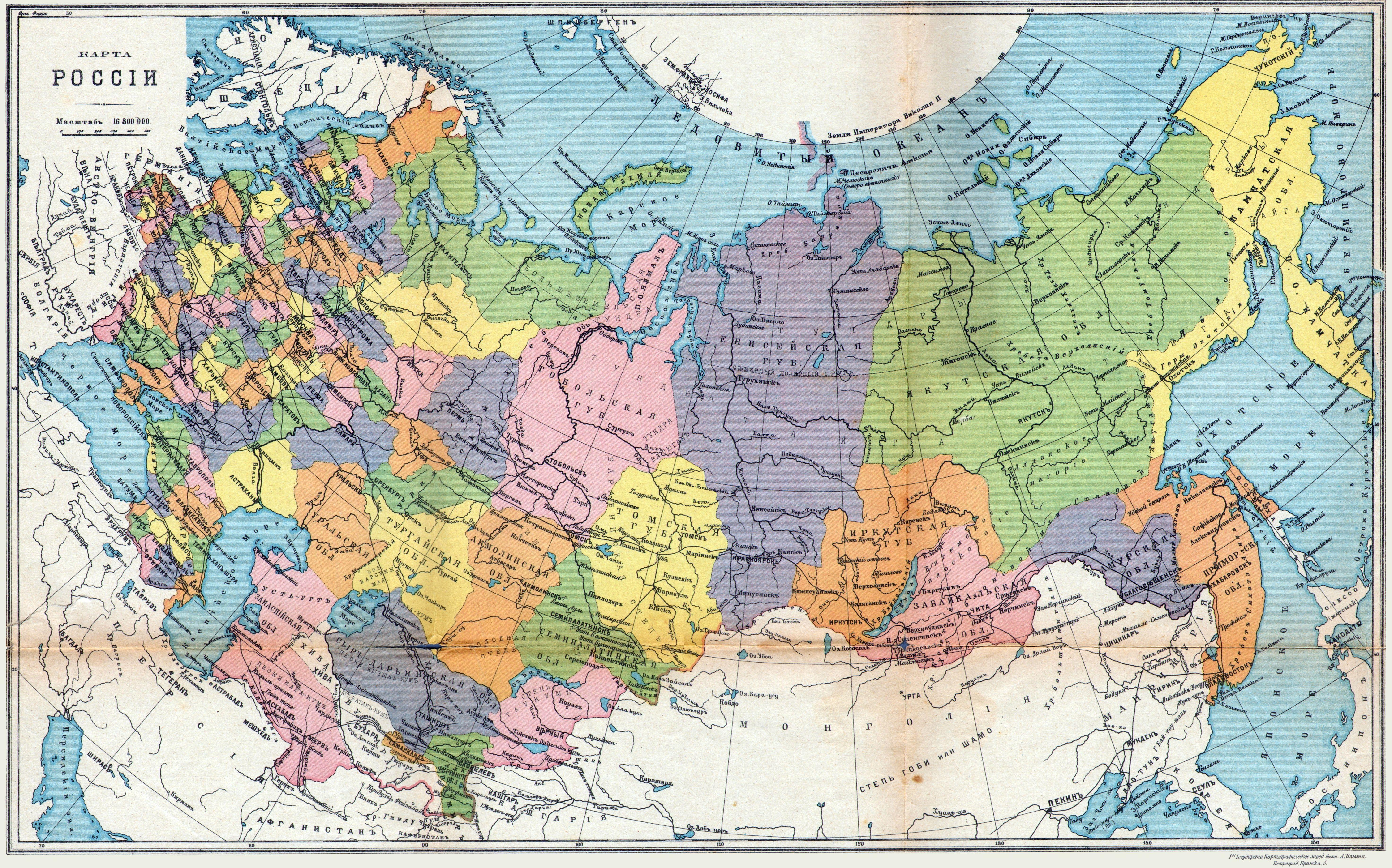
Podział administracyjny Imperium Rosyjskiego w 1898 roku.

Podział administracyjny Imperium Rosyjskiego w 1914 roku. Zaznaczone generał-gubernatorstwa

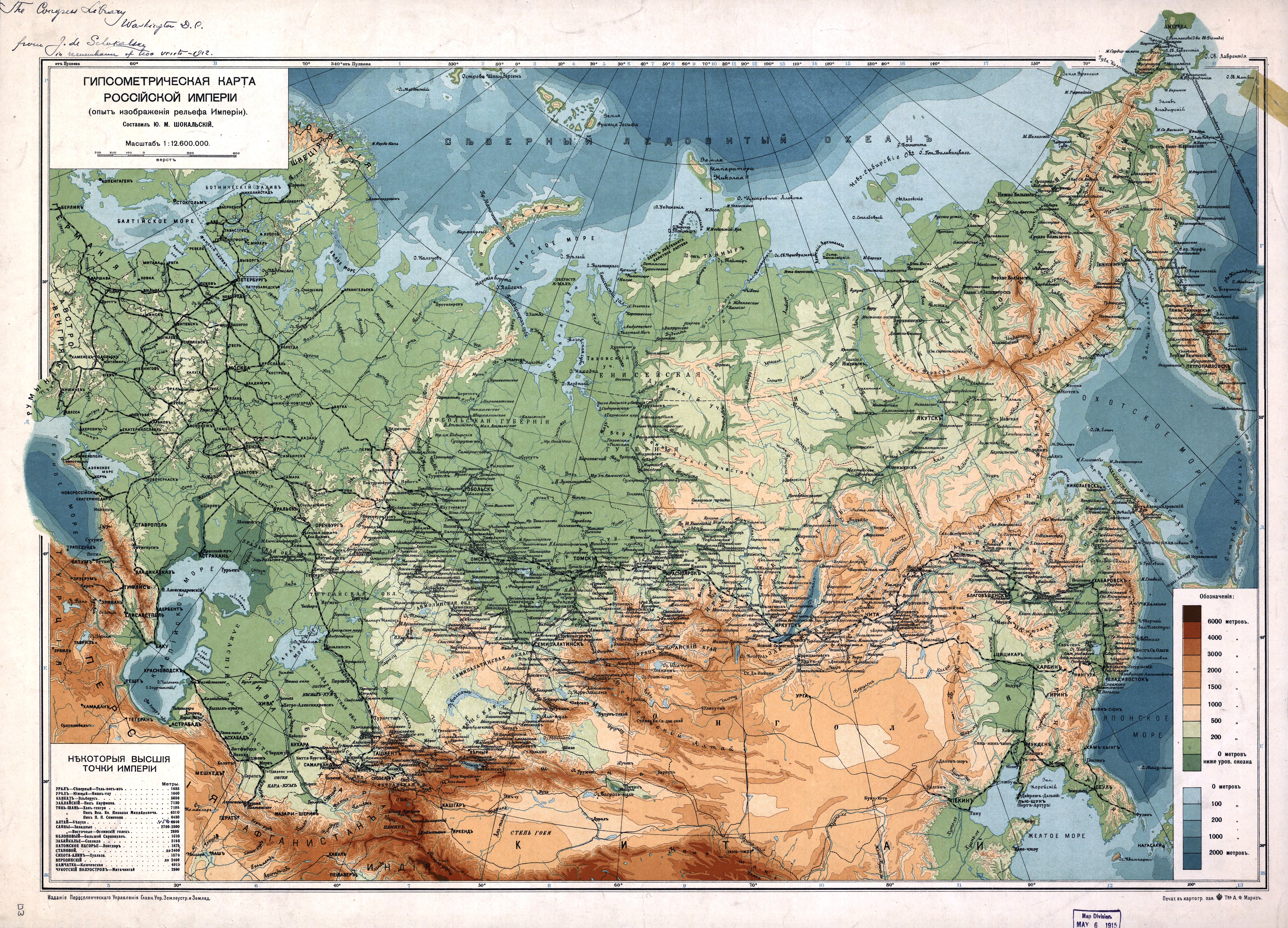
Imperium Rosyjskie w 1914. Mapa hipsometryczna

Uznanie tytułu cesarskiego władców Rosji przebiegało w Europie stopniowo. Zjednoczone Prowincje Niderlandów i Królestwo Prus uznały natychmiast cesarski tytuł Piotra I Wielkiego. Inne państwa nie chciały drażnić cesarza Świętego Cesarstwa Rzymskiego, który był zazdrosny o swój tytuł. Szwecja uznała Piotra za cesarza w 1723 roku. Imperium Osmańskie uznało cesarzową Annę w 1739 roku. Wielka Brytania uznała tytuł w 1742 roku, Francja i Hiszpania zrobiły to w 1745 roku. Rzeczpospolita Obojga Narodów uznała tytuł cesarski w 1764 roku na mocy postanowień sejmu konwokacyjnego i ratyfikacji Deklaracji Ministrów Rosyjskich z tegoż roku.
W nomenklaturze urzędowej Rzeczypospolitej Obojga Narodów po 1764 roku najpierw pojawia się tytuł „Całej Rosji Imperatorowej”, nieco później tytuł „Jej Cesarska Mość Wszech Rosji”, następnie aż do upadku państwa tytuły imperator i cesarz względem władców Rosji są używane równolegle, niekiedy bywając ze sobą łączone, np. „Jej Cesarska Mość imperatorowa Wszech Rosji”. Nazwa Cesarstwo Rosyjskie zostaje oficjalnie zatwierdzona w 1. Artykule Ustawy Konstytucyjnej Królestwa Polskiego z 1815 roku.

### Rosja mocarstwem eurazjatyckim
Nazwa Imperium Rosyjskie została ustanowiona po zwycięstwie Rosji w wojnie północnej 1700–1721, w związku z przyjęciem 1721 przez Piotra I Wielkiego tytułu cesarza (imperatora); używana do rewolucji lutowej 1917 roku (do abdykacji Mikołaja II).
Śmierć Piotra Wielkiego w roku 1725 doprowadziła do starć pomiędzy przedstawicielami starej arystokracji a osobami zawdzięczającymi swój awans bezpośrednio poparciu Piotra I, jak Aleksandr Mienszykow. Efektem zwycięstwa Mienszykowa był wybór na cesarzową Katarzyny I, żony Piotra. Po jej śmierci w roku 1727 tron cesarski objął mający wtedy dwanaście lat Piotr II Romanow.
Pomimo wewnętrznego osłabienia po śmierci Piotra Wielkiego, Rosja zachowała dominację w Europie Wschodniej, a także aktywnie włączała się do europejskich konfliktów takich jak wojna o sukcesję polską czy wojna o sukcesję austriacką. W wojnie siedmioletniej udało jej się w zasadzie pokonać Prusy, mimo to nagła śmierć carycy Elżbiety i wstąpienie na tron jej siostrzeńca Piotra III spowodowało nagłe wycofanie się Rosji z wojny i powrót do status quo ante bellum, a nawet zawarcie przymierza z Prusami, co nie pozostało bez wpływu na osłabienie międzynarodowej pozycji Rosji.
Dopiero panująca w latach 1762–1796 Katarzyna II wywindowała Rosję na pozycję wielkiego mocarstwa. Zwycięskie wojny z Turkami (1768–1774, 1787–1792) otworzyły szeroki dostęp do Morza Czarnego, w 1783 Rosja anektowała Chanat Krymski. Kontynuując politykę sojuszu z Prusami narzuciła Rzeczypospolitej protektorat w 1768 i odegrała decydującą rolę w rozbiorach (1772, 1793, 1795) anektowała jej wschodnie ziemie, likwidując wraz z Prusami i Austrią państwo polskie.

### Rosja imperium światowym
Panujący w latach 1796–1801 syn Katarzyny II Paweł I kontynuował politykę ekspansji, anektując w 1801 Gruzję. W 1799 rozpoczęła się rosyjska kolonizacja Alaski i Rosja stała się „imperium trzech kontynentów”. Aleksander I, który w wyniku rewolucji pałacowej przejął władzę po niepopularnym wśród szlachty ojcu, dzięki pokonaniu Wielkiej Armii Napoleona pod Moskwą (1812) zapewnił Rosji dominującą pozycję na kontynencie europejskim. Poszerzył granice kraju o Wielkie Księstwo Finlandii (1809), Besarabię (1812), Dagestan i Azerbejdżan (1813).
Na kongresie wiedeńskim (1815) Rosja zainicjowała powstanie Świętego Przymierza, którego celem miało być zachowanie istniejącego porządku europejskiego, w szczególności tłumienie ruchów liberalnych.
Za panowania Mikołaja I (1825–1855), po pacyfikacji powstania dekabrystów (1825), powstania listopadowego w Polsce (1830), powstania węgierskiego (1849), Rosja zyskała przydomek „żandarma Europy”. Porażka militarna w wojnie krymskiej (1853–1856) przyniosła Rosji utratę pozycji hegemona w Europie.
Aleksander II (panujący w latach 1855–1881) przeprowadził w 1861 r. uwłaszczenie chłopów. Za jego rządów wprowadzono ponadto samorząd terytorialny (ziemski), samorząd miejski, uregulowano sprawy sądownictwa i tryb pełnienia służby wojskowej, złagodzono cenzurę.

### Rozwój w drugiej połowie XIX w.
W polityce zagranicznej Rosja kontynuowała ekspansję na wschód (1860 – założenie Władywostoku, uznanie przez Chiny granic na Amurze i Ussuri). W Azji Środkowej Rosja zajęła tereny do granicy z Persją i Afganistanem. Na Kaukazie trwający od wielu dziesiątków lat opór przeciwko Rosjanom został ostatecznie złamany w 1859 r., wraz ze stłumieniem powstania pod wodzą Szamila. W 1867 r. Rosja sprzedała Alaskę Stanom Zjednoczonym.
Wojna francusko-pruska (1870–1871) dała Rosji możliwość wyzwolenia się z klauzul traktatu paryskiego (1856), krępujących jej swobodę na Morzu Czarnym. Rosnące tendencje panslawistyczne skierowały w latach 70. XIX w. zainteresowanie Rosji w kierunku Bałkanów, co w rezultacie doprowadziło do wybuchu X wojny rosyjsko-tureckiej, toczonej w latach 1877–1878.
W polityce wewnętrznej wyraźnie dały znać o sobie rosnące problemy społeczne. Pojawił się wpływowy, biorący w obronę chłopów ruch narodników – początkowo idealistyczno-reformatorski, od 1879 r., tj. od utworzenia Narodnej Woli, ewoluował w kierunku rewolucyjnego terroryzmu. Jego ofiarą padł w 1881 r. car Aleksander II.
Aleksander III (panujący w latach 1881–1894) wzmógł stosowane przez państwo środki represji. Prześladowania dotknęły nie tylko radykalnych rewolucjonistów, zaostrzyły się także m.in. formy rusyfikacji stosowane w Polsce, krajach bałtyckich i Finlandii. W polityce zagranicznej Rosja utrzymywała sojusz z Niemcami i Austro-Węgrami, wzmogła ekspansję gospodarczą na Daleki Wschód.
Rywalizacja o wpływy w Mandżurii i Korei doprowadziła do wybuchu wojny rosyjsko-japońskiej w latach 1904–1905 i zaostrzenia stosunków z Wielką Brytanią. Na Bałkanach Rosja poniosła dyplomatyczną klęskę, kiedy w wyniku II wojny bałkańskiej rozgromiona została tradycyjna sojuszniczka Rosji – Bułgaria. W efekcie porażki Carstwo Bułgarii związało się z Austro-Węgrami.

### Kryzys i upadek Imperium
Od lat 90. XIX w. przy pomocy pożyczek zagranicznych realizowano program przyspieszonej industrializacji kraju. W wielkich ośrodkach przemysłowych, w miastach stołecznych i na południu Ukrainy pojawiła się nowa klasa najemnych pracowników przemysłowych. Do 1913 r. liczebność proletariatu wzrosła do ok. 3 mln osób, tj. podwoiła się w stosunku do 1890 r., a jego nastroje coraz bardziej się radykalizowały.
W rolnictwie, wytwarzającym przeszło połowę dochodu kraju i dostarczającym głównie towarów eksportowych (zboża, bydła, drewna), także wystąpiły zjawiska prowadzące do zaostrzenia sytuacji społecznej. W latach 1891–1892 doszło do potężnej klęski głodu, której ofiarą padło nawet pół miliona ludzi. Fakt zaangażowania się szerokich mas społecznych w pomoc humanitarną dla poszkodowanych przyczynił się jednocześnie do pojawienia się pierwszej tak masowej krytyki niewydolnej biurokracji carskiej.
Konieczny do finansowania wzrostu gospodarczego przyrost eksportu realizowano poprzez drastyczne ograniczenie konsumpcji wewnętrznej, co prowadziło do pogłębiania się ubóstwa szerokich rzesz chłopów. W 1891 r. rosnący niedostatek powodował masowe migracje biedoty wiejskiej do miast. Zapoczątkowana w 1906 roku przez premiera Piotra Stołypina reforma agrarna, wskutek zamachu na niego w roku 1911 i wybuchu I wojny światowej, została jednak przerwana.
Radykalizacja nastrojów społecznych sprzyjała tworzeniu się nielegalnych organizacji i struktur o charakterze rewolucyjnym. W 1897 roku powstała w Rosji i na ziemiach polskich żydowska organizacja socjaldemokratyczna – Bund. W 1898 roku w Mińsku powołano Socjaldemokratyczną Partię Robotniczą Rosji, z kolei w oparciu o tradycje narodnickie w 1901 roku powstała partia socjalistów-rewolucjonistów.
Agitacja działających w podziemiu grup rewolucyjnych, nabrzmiałe problemy społeczne oraz porażka w wojnie z Japonią spowodowały wybuch rewolucji 1905 roku. Wydany przez cesarza Mikołaja II pod wpływem strajku generalnego manifest z 30 października 1905 zapowiadał zaprowadzenie podstawowych praw obywatelskich – prawa do zgromadzeń, wolności słowa, wolności prasy, prawa do zrzeszania się, obiecywał powołanie organu przedstawicielskiego – Dumy – o uprawnieniach ustawodawczych.
Przyrzeczenia cesarskie w pełni zaspokajały żądania rewolucyjnych liberałów (kadetów i październikowców), natomiast późniejsze zamieszki wybuchały z inspiracji bolszewików (m.in. powstanie w Moskwie w grudniu 1905), bądź pojawiały się samorzutnie. Porewolucyjny okres rządów w oparciu o Dumę, która mimo bardzo ograniczonych uprawnień stwarzała pozory konstytucjonalizmu, rozwijał świadomość polityczną szerokich kręgów społecznych, tworząc przesłanki obalenia caratu.
Po zamordowaniu austriackiego następcy tronu arcyksięcia Franciszka Ferdynanda w Sarajewie, 28 lipca Rosja zarządziła mobilizację generalną. W odpowiedzi na to Niemcy wypowiedziały wojnę Rosji 1 sierpnia 1914. W listopadzie tego roku do wojny po stronie państw centralnych przystąpiło Imperium Osmańskie. Lokalny konflikt Austro-Węgier z Serbią zmienił się w I wojnę światową, która doprowadzić miała do upadku carskiej Rosji.
Formalnym końcem Imperium Rosyjskiego było obalenie caratu i objęcie władzy przez Rząd Tymczasowy Rosji po rewolucji lutowej w 1917 roku, a następnie utworzenie we wrześniu 1917 roku Republiki Rosyjskiej.

### Chronologia
- Piotr I Wielki (1689–1721) – stworzył z Rosji nowoczesne mocarstwo.
  - III wojna północna (1700–1721) – trwały dostęp do Bałtyku.
  - III wojna rosyjsko-turecka
- Katarzyna I (1725–1727) – dbała tylko o własny dwór.
- Piotr II Aleksiejewicz (1727–1730) – car – chłopiec.
- Anna Iwanowna Romanowa (1730–1740) – otoczyła się doradcami niemieckimi.
  - IV wojna rosyjsko-turecka
- Iwan VI Antonowicz (1740–1741) – car-niemowlę
- Elżbieta Piotrowna (1741–1762) – przywileje dla szlachty bojarskiej.
  - wojna siedmioletnia z Prusami
- Piotr III Romanow (1763) – kochał Prusy, nienawidził Rosji.
- Katarzyna II Wielka (1762–1796) – otwarcie czarnomorskiego okna na świat dla Rosji.
  - rozbiory Rzeczypospolitej Polskiej (1772, 1793, 1795)
  - V wojna rosyjsko-turecka
  - wojna rosyjsko-szwedzka (1788–1790)
  - podbój Chanatu Krymskiego w 1783 roku
  - VI wojna rosyjsko-turecka
- Paweł I (1796–1801) – interwencja przeciwko rewolucyjnej Francji.
- Aleksander I (1801–1825)
  - wojny napoleońskie
  - VII wojna rosyjsko-turecka
  - podbój Finlandii
  - kongres wiedeński (1815) – ustalenie mapy Europy po wojnach napoleońskich
- Mikołaj I (1825–1855) – wojny na Bałkanach, wojna krymska
  - VIII wojna rosyjsko-turecka
  - powstanie listopadowe (1830–1831) – zwycięstwo w walce z Polakami, aneksja Królestwa Polskiego do Imperium Rosyjskiego[18]
  - wojna krymska (1853–1856) – klęska
- Aleksander II (1855–1881) – reformowanie Rosji, penetracja Azji Środkowej, zabity przez spiskowca
  - powstanie styczniowe (1863–1864) – zwycięstwo w walce z Polakami, ograniczenie autonomii Królestwa Polskiego
  - X wojna rosyjsko-turecka
- Aleksander III (1881–1894) – ograniczenie liberalnych reform
- Mikołaj II (1894–1917)
  - wojna rosyjsko-japońska 1904–1905 – klęska wojsk rosyjskich
  - rewolucja 1905 roku – przemiany demokratyczne
  - I wojna światowa – klęska Rosji
  - rewolucja lutowa (1917) – upadek caratu, koniec Imperium

## Geografia
Imperium rosyjskie rozciągało się od ok. 17°40′E aż do 180°E i dalej do 170°W, natomiast przed 1867 r. do 130°W z powodu Alaski, która należała do imperium.

## Ustrój polityczny
W Imperium Rosyjskim panowało „samodzierżawie”, czyli monarchia absolutna.

### Symbole państwowe

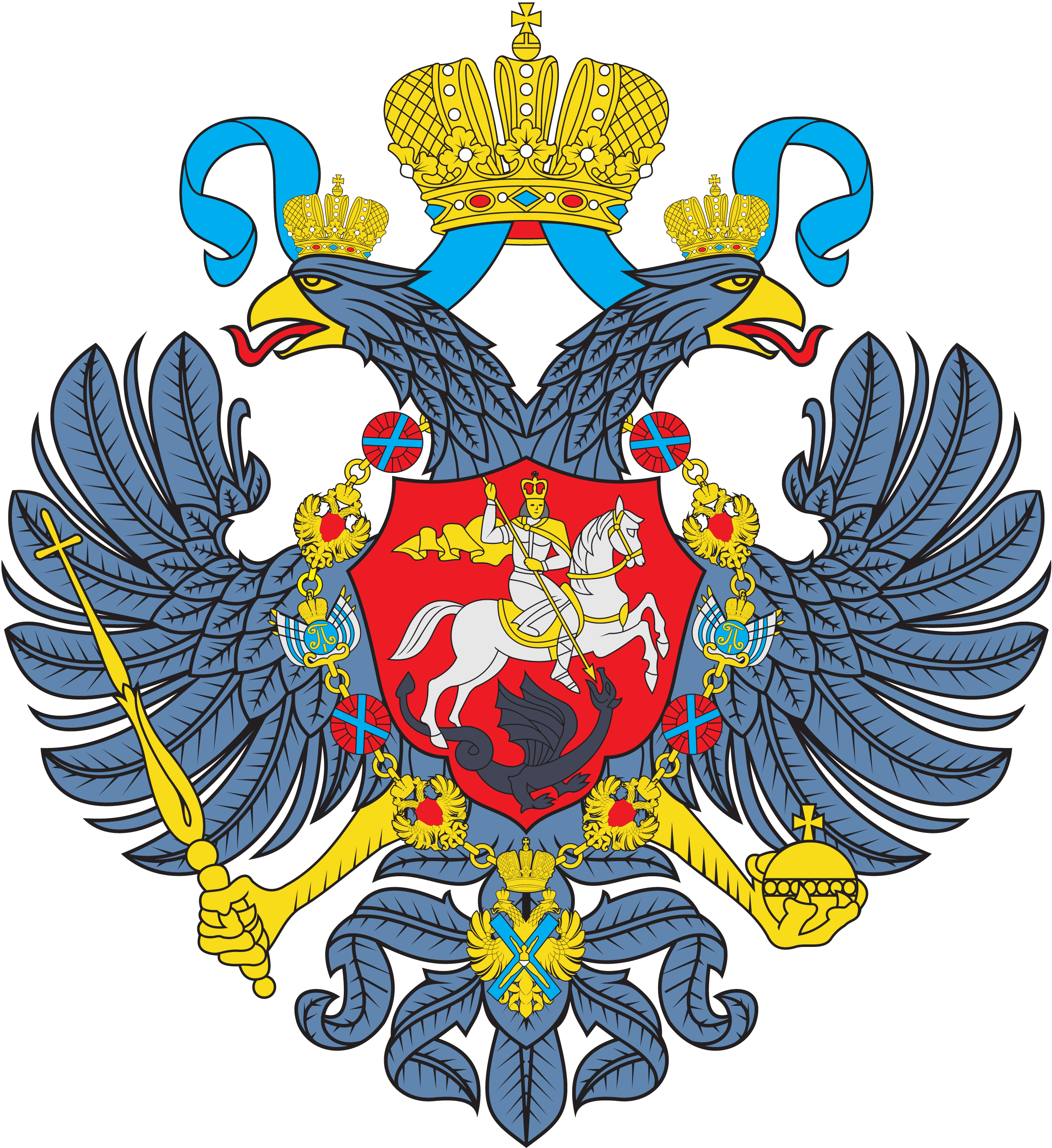
Pierwszy herb Imperium z czasów Piotra Wielkiego (1721–1725)
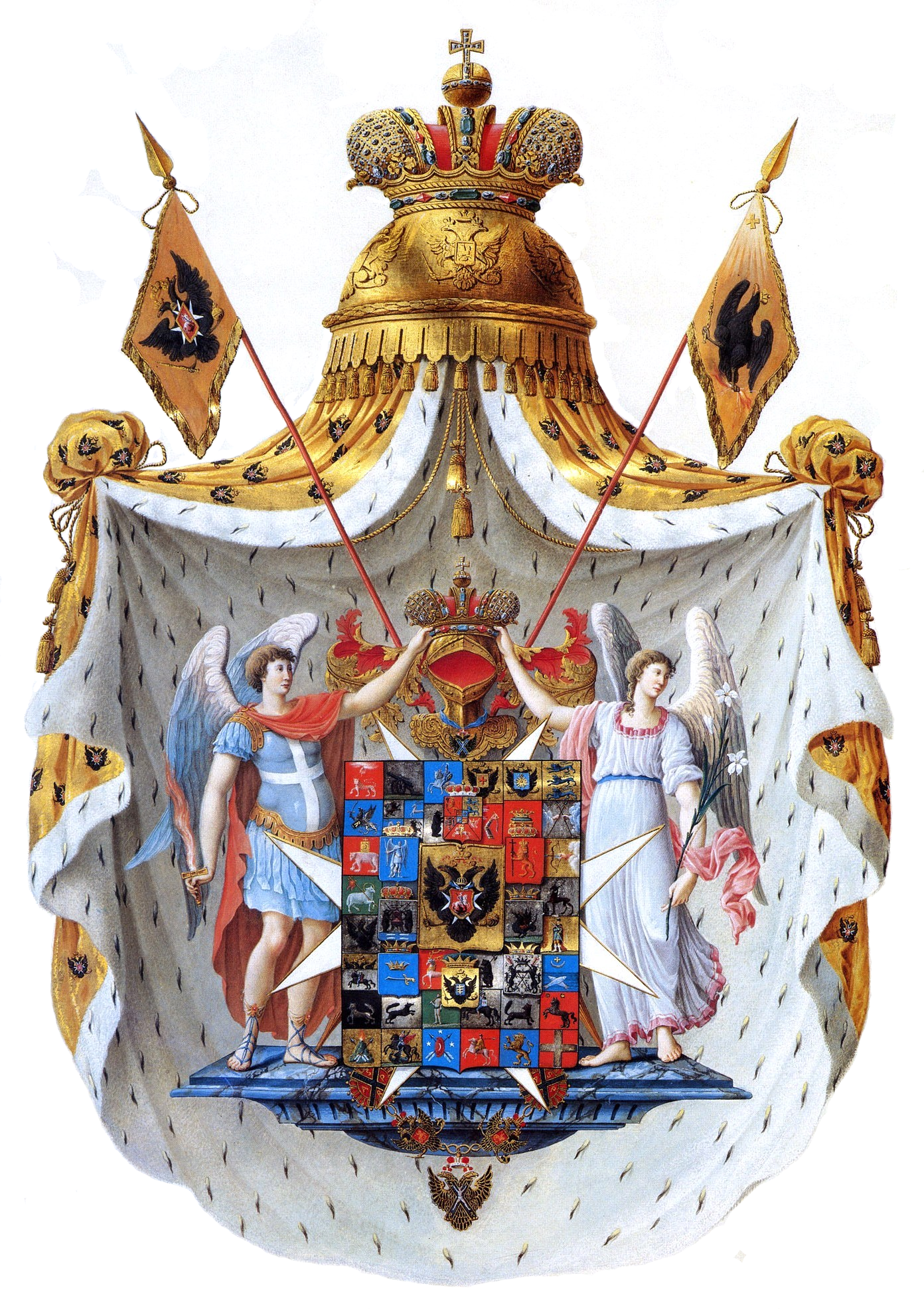
Pierwszy projekt herbu wielkiego Imperium z 1800 roku
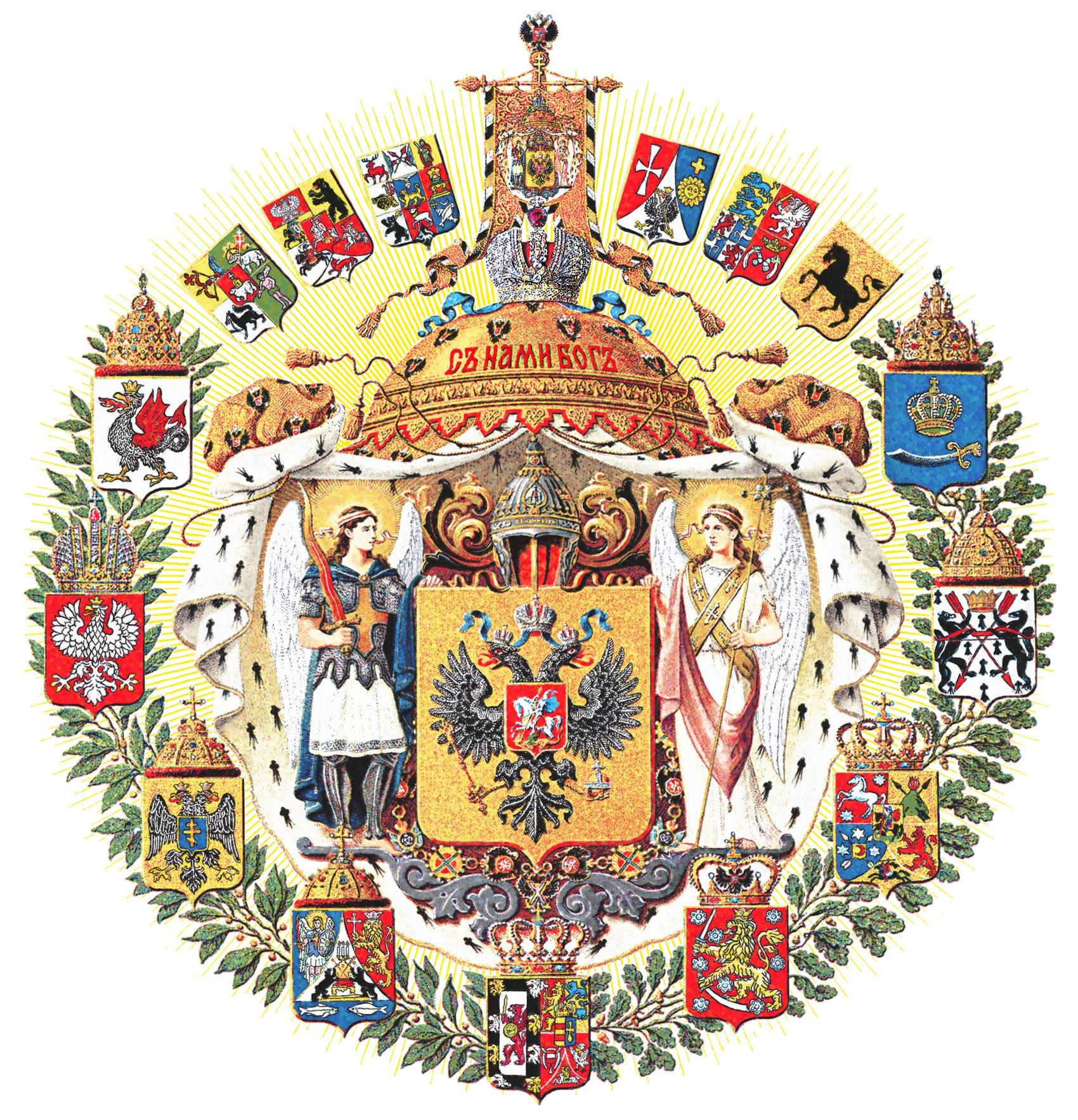
Herb wielki Imperium w latach 1883–1917
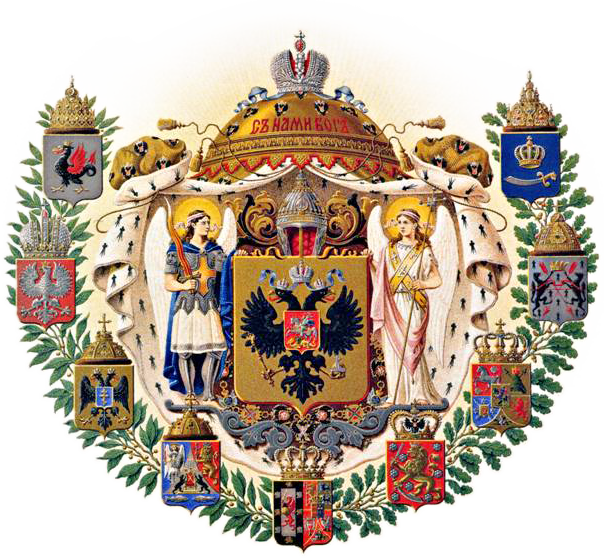
Herb średni Imperium w latach 1883–1917
Centralny element herbu Imperium w latach 1883–1917
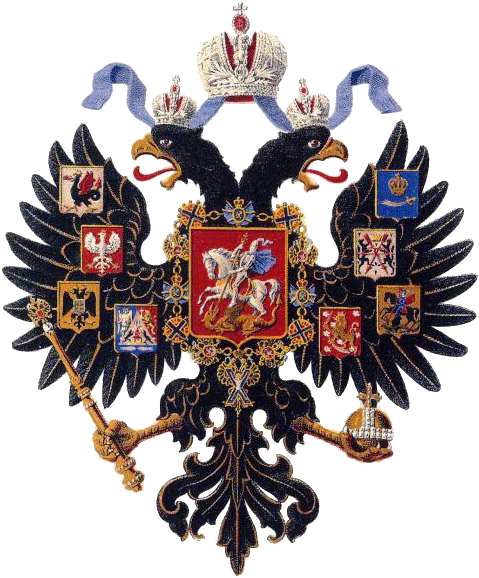
Herb mały Imperium w latach 1857–1917
Rosyjska herbowa flaga narodowa w latach 1858–1883
Rosyjska flaga narodowa w latach 1883–1914
Tzw. „nowa rosyjska flaga narodowa” w latach 1914–1917, mająca symbolizować jedność cara z narodem.

### Terytoria zależne
- Rzeczpospolita Obojga Narodów – państwo środkowoeuropejskie o ustroju demokracji szlacheckiej. Zależna od Rosji w latach 1768–1789 i 1792-1795.
- Wielkie Księstwo Finlandii – autonomia wewnątrz Rosji (w latach 1809–1917).
- Królestwo Kongresowe – państwo w unii personalnej z Rosją (w latach 1815–1864). Potem przyłączone do Rosji.
- Mongolia Zewnętrzna – autonomia wewnątrz Chin zależna od Rosji (1907–1921).
- Mandżuria – północno-wschodnia część Chin. 1900–1905 zależna od Rosji, od 1905 japońska.
- Port Artur – miasto portowe na wschodzie Chin przy granicy z Koreą (obecnie Lüshun) w latach 1898–1905.
- Północna Persja – część Persji nad Morzem Kaspijskim (1907–1917).
- Alaska – kolonia rosyjska w Ameryce Północnej w latach 1799–1867. Obecnie stan USA

## Społeczeństwo
Wiedza o demografii Imperium Rosyjskiego do końca XIX wieku jest fragmentaryczna. Wynika to z faktu, że pierwszy nowoczesny spis ludności odbył się na terenach Rosji dopiero w 1897 roku. Stąd wcześniejsze dane oparte są na szacunkach oraz – od czasów Piotra I – na tzw. rewizjach, przeprowadzanych przez władze carskie. Pierwszą rewizję, czyli spis wszystkich mężczyzn (nie uwzględniającą szlachty i duchowieństwa) przeprowadzono na rozkaz cara Piotra I w latach 1719–1721. Według tego spisu w ówczesnej Rosji mieszkało 6,345 mln mężczyzn. Dodając do tego kobiety, dzieci oraz uwzględniając liczne poprawki szacuje się, że w 1721 roku Imperium Rosyjskie zamieszkiwało ok. 15 mln ludzi. Łącznie w XVIII wieku przeprowadzono 5 rewizji, które wykazały następującą populację kraju (w granicach z 1719):
- 1721 – 15 mln
- 1744 – 17,9 mln
- 1762 – 21,2 mln
- 1782 – 26 mln
- 1795 – 28,2 mln.

Na skutek włączenia do Imperium Rosyjskiego nowych terytoriów, głównie kosztem Polski i Turcji, liczba ludności po Kongresie wiedeńskim wzrosła do 45 mln mieszkańców. XIX-wieczna Rosja charakteryzowała się olbrzymim przyrostem zaludnienia. Wynik spisu powszechnego przeprowadzonego w 1897 roku wykazał, że kraj zamieszkuje 125,6 mln mieszkańców. Oznacza to, że w latach 1815–1897 ludność Imperium wzrosła prawie trzykrotnie.
Populacja Imperium Rosyjskiego na podstawie rewizji z lat 1796–1858:
- 1796 – 41 175 mln
- 1835 – 63 198 mln
- 1851 – 69 732 mln
- 1858 – 75 927 mln.

Analizując demografię Rosji w latach 1791–1917 nie sposób pominąć składu narodowościowego państwa. Do spisu z 1897 r. dostępne dane opierają się na szacunkach, dopiero na podstawie tego spisu dane są bardziej wiarygodne.
Według spisu Rosję (bez większości Finlandii) zamieszkiwało 125 640 021 ludzi w tym:
- Rosjanie – 55 667 469
- Ukraińcy – 22 380 551
- Ludy tureckie i tatarskie – 13 373 867
- Polacy – 7 931 307
- Białorusini – 5 885 547
- Żydzi – 5 063 156
- Ludy fińskojęzyczne – 3 502 147
- Niemcy – 1 790 489
- Łotysze – 1 435 937
- Ludy kartwelskie – 1 352 535
- Litwini (bez Żmudzinów) – 1 210 510
- Ormianie – 1 173 096
- Mołdawianie i Rumuni – 1 121 669
- Ludy dagestańskie – 1 091 782
- Żmudzini – 448 022
- Tadżycy – 350 397
- Grecy – 186 925
- Bułgarzy – 172 659
- Osetyjczycy – 171 716
- Inni.

Według spisu Syberia była wówczas zamieszkiwana przez 5 758 822 ludzi.
Należy pamiętać, że narodowość była określana na podstawie kryterium językowego. Stwarza to pewne problemy przy analizie danych, gdyż językiem uprzywilejowanym był język rosyjski, a języki ukraiński i białoruski traktowano jako dialekty tegoż języka. Istotna była dyskryminacja innych języków narodowych, czy wręcz zaniżanie liczności niektórych narodowości podczas spisu (dotyczy to zwłaszcza Polaków).
Podział wyznaniowy na podstawie spisu z 1897 roku:
- Prawosławni – 87 123 604 (69,3%)
- Staroobrzędowcy – 2 204 596 (1,75%)
- Katolicy (wraz z ormiańskimi katolikami) – 11 506 834 (9,15%)
- Luteranie – 3 572 653 (2,8%)
- Judaizm – 5 215 805 (4%)
- Muzułmanie – 13 906 972 (11%)
- Buddyści i Lamaiści – 433 863 (0,34%)
- Pozostali (Chrześcijanie, Karaimi, inne religie) – 1 675 694 (1,66%)
- Suma – 125 640 021

### Miasta

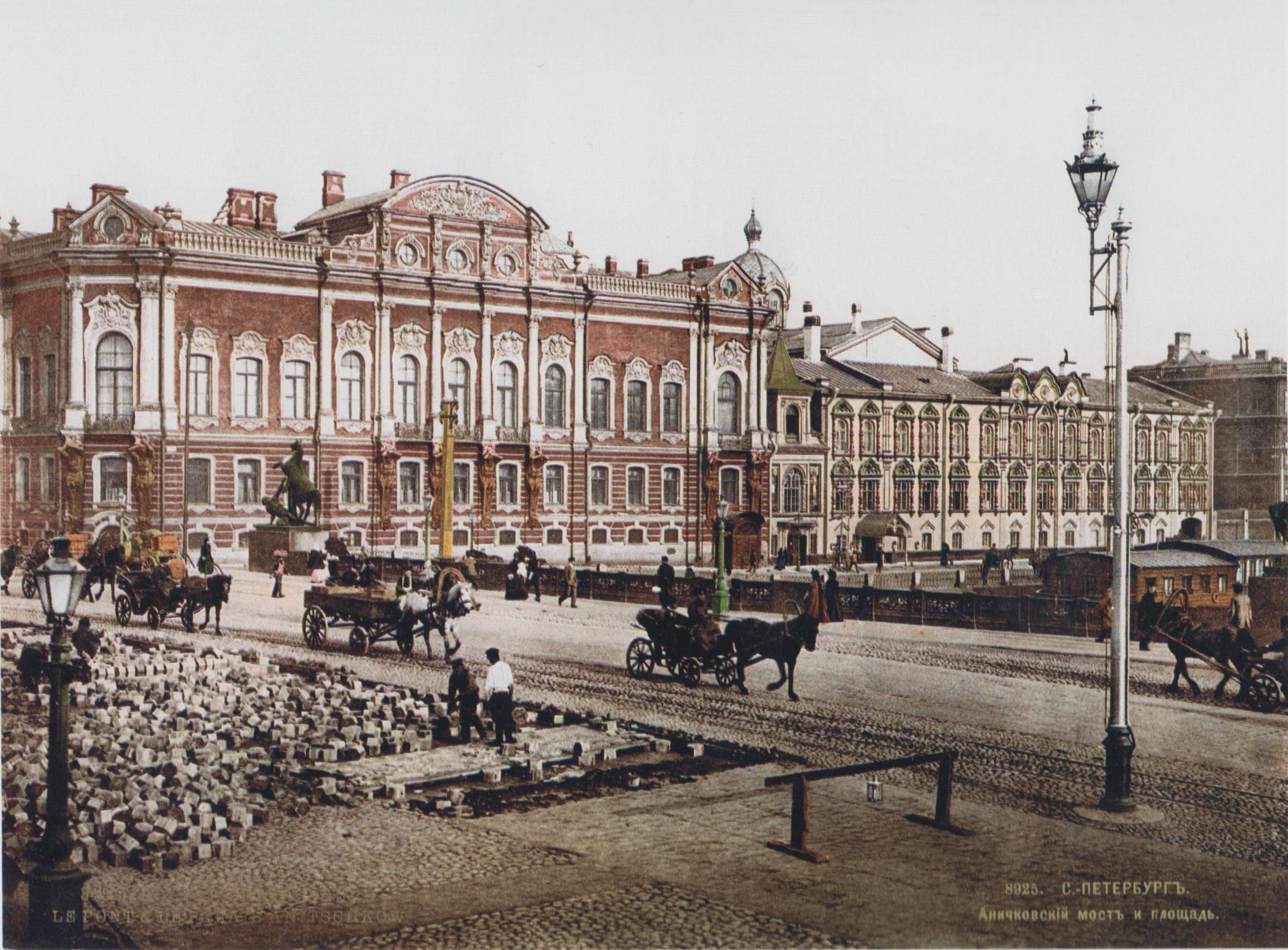
Sankt Petersburg, 1896

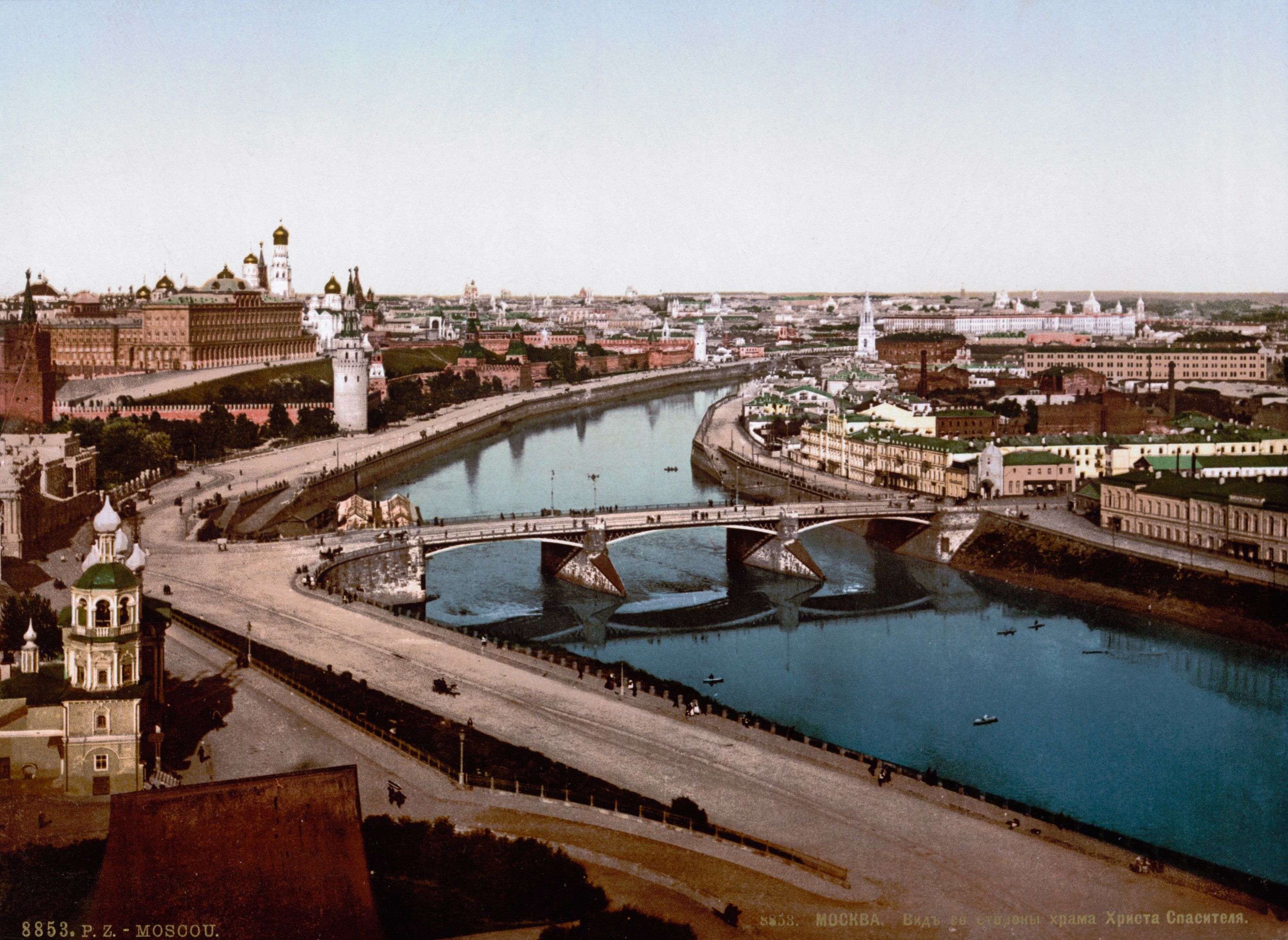
Moskwa, 1900

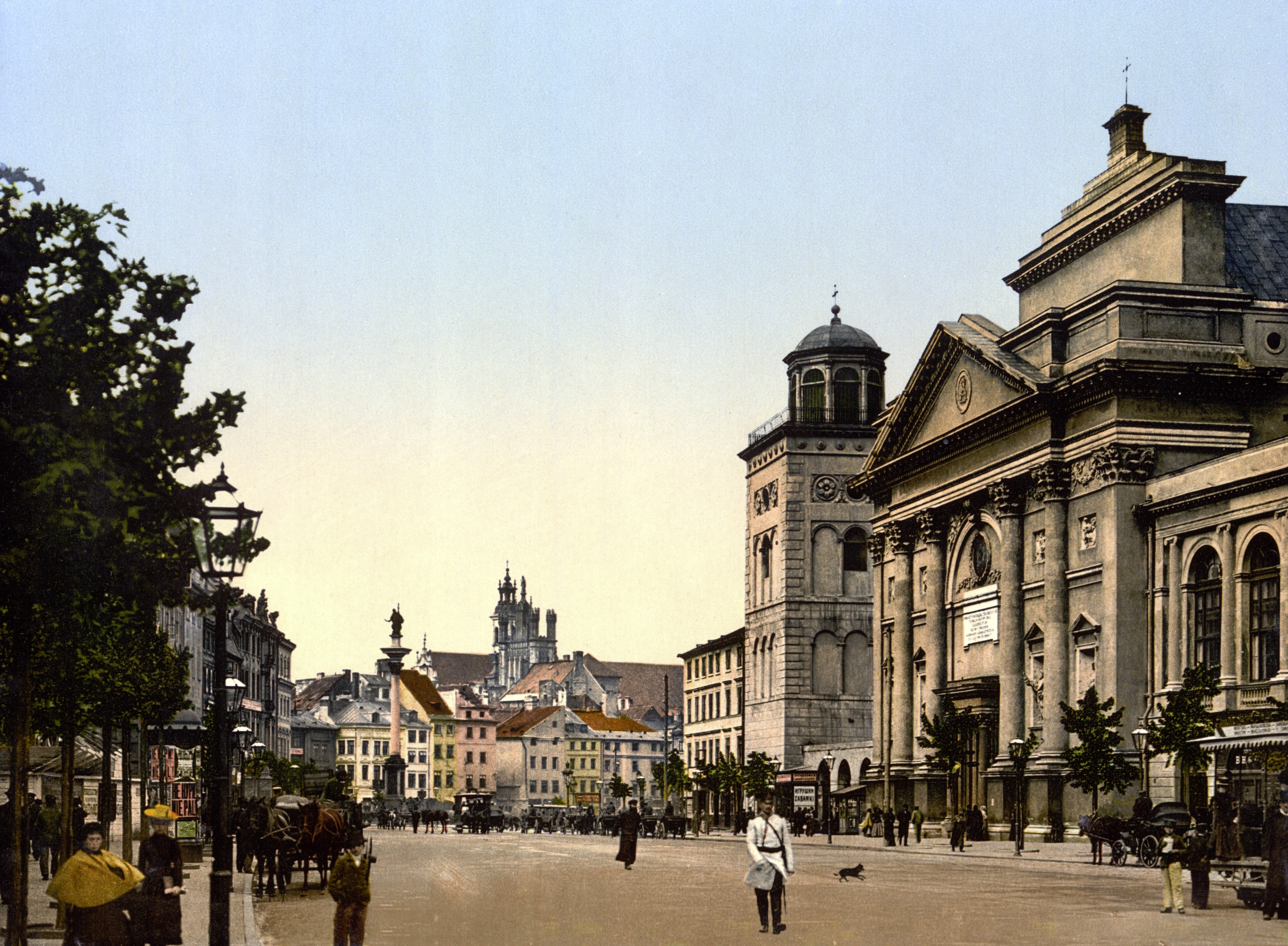
Warszawa, ok. 1900

Największe miasta Imperium Rosyjskiego w 1897 r. według danych ze spisu powszechnego:
|     | miasto           | populacja | gubernia/obwód              | 1770                              | 1930    | 2014        |
| --- | ---------------- | --------- | --------------------------- | --------------------------------- | ------- | ----------- |
| 1.  | Sankt Petersburg | 1 264 920 | Gubernia sankt-petersburska | Rosja                             | ZSRR    | Rosja       |
| 2.  | Moskwa           | 1 038 591 | Gubernia moskiewska         | Rosja                             | ZSRR    | Rosja       |
| 3.  | Warszawa         | 683 692   | Gubernia warszawska         | Rzeczpospolita                    | Polska  | Polska      |
| 4.  | Odessa           | 403 815   | Gubernia chersońska         | Imperium Osmańskie                | ZSRR    | Ukraina     |
| 5.  | Łódź             | 314 020   | Gubernia piotrkowska        | Rzeczpospolita                    | Polska  | Polska      |
| 6.  | Ryga             | 282 230   | Gubernia inflancka          | Rosja                             | Łotwa   | Łotwa       |
| 7.  | Kijów            | 247 723   | Gubernia kijowska           | Rosja                             | ZSRR    | Ukraina     |
| 8.  | Charków          | 173 989   | Gubernia charkowska         | Rosja                             | ZSRR    | Ukraina     |
| 9.  | Tyflis           | 159 590   | Gubernia tyfliska           | Królestwo kartlijsko-kachetyjskie | ZSRR    | Gruzja      |
| 10. | Taszkent         | 155 673   | Obwód syrdaryjski           | Chanat Buchary                    | ZSRR    | Uzbekistan  |
| 11. | Wilno            | 154 532   | Gubernia wileńska           | Rzeczpospolita                    | Polska  | Litwa       |
| 12. | Saratów          | 137 147   | Gubernia saratowska         | Rosja                             | ZSRR    | Rosja       |
| 13. | Kazań            | 129 959   | Gubernia kazańska           | Rosja                             | ZSRR    | Rosja       |
| 14. | Rostów nad Donem | 119 476   | Obwód Wojska Dońskiego      | Rosja                             | ZSRR    | Rosja       |
| 15. | Tuła             | 114 733   | Gubernia tulska             | Rosja                             | ZSRR    | Rosja       |
| 16. | Astrachań        | 112 880   | Gubernia astrachańska       | Rosja                             | ZSRR    | Rosja       |
| 17. | Jekaterynosław   | 112 839   | Gubernia jekaterynosławska  | Rosja                             | ZSRR    | Ukraina     |
| 18. | Baku             | 111 904   | Gubernia bakijska           | Chanat bakijski                   | ZSRR    | Azerbejdżan |
| 19. | Kiszyniów        | 108 483   | Gubernia besarabska         | Imperium Osmańskie                | Rumunia | Mołdawia    |
| 20. | Mikołajów        | 92 012    | Gubernia chersońska         | Imperium Osmańskie                | ZSRR    | Ukraina     |
| 21. | Mińsk            | 90 912    | Gubernia mińska             | Rzeczpospolita                    | ZSRR    | Białoruś    |
| 22. | Niżny Nowogród   | 90 053    | Gubernia niżnonowogrodzka   | Rosja                             | ZSRR    | Rosja       |
| 23. | Samara           | 89 999    | Gubernia samarska           | Rosja                             | ZSRR    | Rosja       |
| 24. | Kokand           | 81 354    | Obwód fergański             | Chanat Kokandu                    | ZSRR    | Uzbekistan  |
| 25. | Woroneż          | 80 599    | Gubernia woroneska          | Rosja                             | ZSRR    | Rosja       |

## Gospodarka
Podstawą gospodarki Imperium Rosyjskiego było słabo rozwinięte rolnictwo. Uprawiano pszenicę, żyto, jęczmień, len. Głównym rejonem upraw była dzisiejsza Ukraina i Rosja wschodnia aż do gór Ural. Dalej na wschód rozwinęła się hodowla zwierząt futerkowych i reniferów na Syberii, oraz bydła i trzody chlewnej w pozostałych rejonach Imperium Rosyjskiego.
Przemysł rozwijał się na Syberii dzięki odkryciu rud przeróżnych metali i pokładom węgla kamiennego. Dużą rolę odgrywał przemysł zbrojeniowy, stoczniowy i odzieżowy, oferujący swoje produkty armii oraz cywilom.

## Kultura i nauka

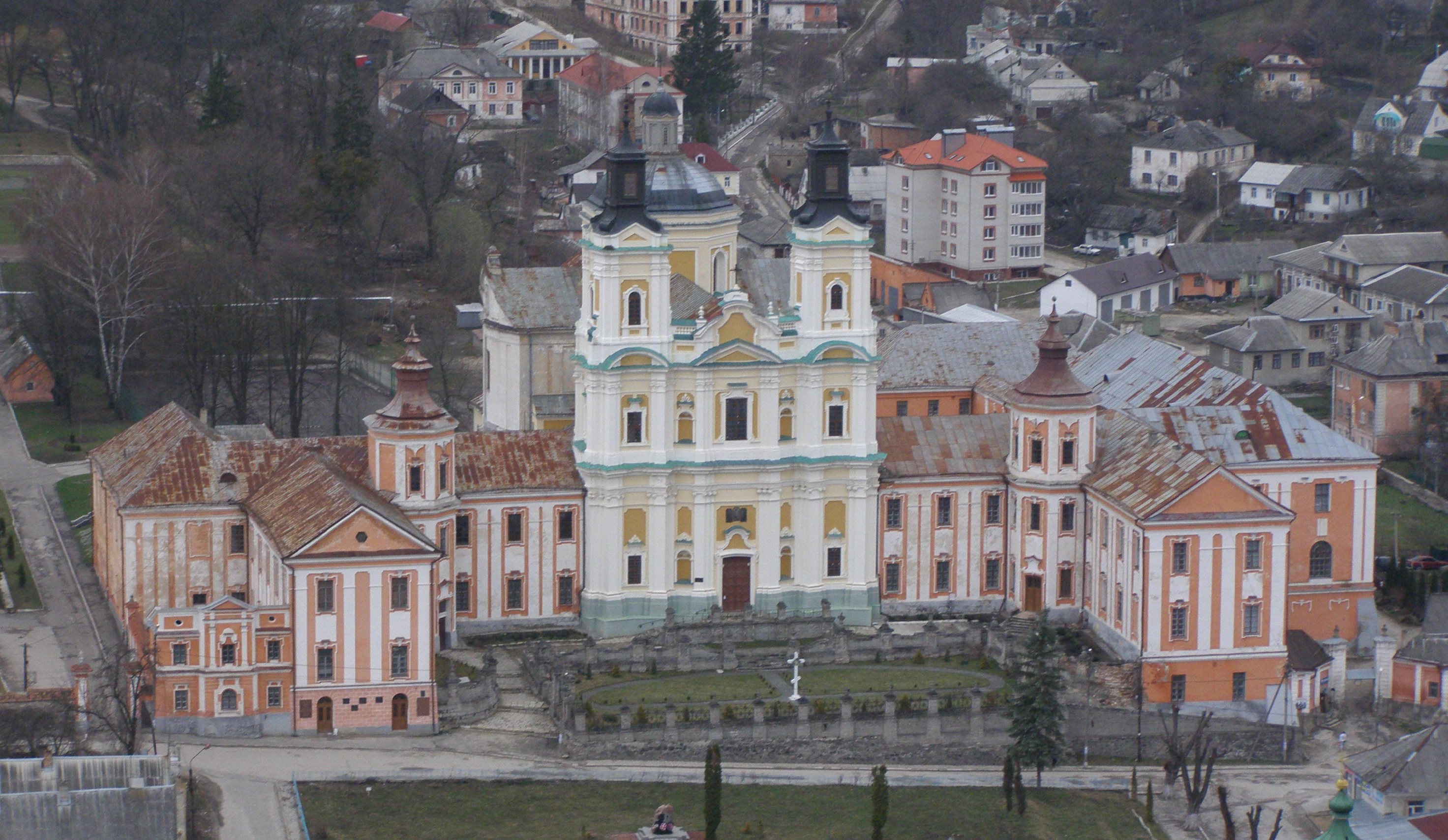
Budynek Wołyńskiego Seminarium Duchownego (w latach 1836–1901), dawnego Liceum w Krzemieńcu

Kultura i nauka rosyjska zawdzięcza swój rozwój w dużym stopniu reformom Piotra Wielkiego. Od roku 1725 działała Akademia Nauk. Do najwybitniejszych uczonych tego okresu zalicza się Michaiła Łomonosowa, od roku 1745 profesora chemii w Akademii Nauk, inicjatora założenia w 1755 r. Uniwersytetu Moskiewskiego. W okresie rządów Piotra Wielkiego rozwijała się działalność ekonomisty Iwana Pososzkowa, będącego zwolennikiem opodatkowania wszystkich klas społecznych z wyjątkiem duchowieństwa oraz upatrującego przyczyn zacofania rolnictwa w nadmiernym wyzysku chłopstwa.
Dalszy rozwój oświaty związany był z reformami Aleksandra I. Zgodnie z utworzoną strukturą nauczania państwo podzielono na sześć okręgów, na czele których stali kuratorzy. Planowano utworzenie uniwersytetów, które miały sprawować nadzór merytoryczny nad szkolnictwem w danym okręgu. W latach 1802–1805 powołano do życia cztery uniwersytety: w Dorpacie, Wilnie, Kazaniu i Charkowie. Dopełnieniem szkolnictwa uniwersyteckiego były licea – szkoły o randze wyższej od szkół średnich. Szkół tych było pięć, wśród nich Liceum Krzemienieckie.
Mikołaj I zlikwidował jednak w roku 1835 autonomię uniwersytetów. W kolejnych latach zakazano studentom wyjazdów na studia za granicę i znacznie podniesiono wysokość czesnego. Dodatkowo obostrzeniom podlegało nauczanie logiki oraz psychologii – mogli się tym zajmować wyłącznie teolodzy.
W dziedzinie architektury najważniejsze osiągnięcia związane były z budową nowej stolicy: Sankt Petersburga. Do ważniejszych budynków wzniesionych w XVIII wieku zalicza się Gmach Admiralicji oraz Sobór Pietropawłowski.

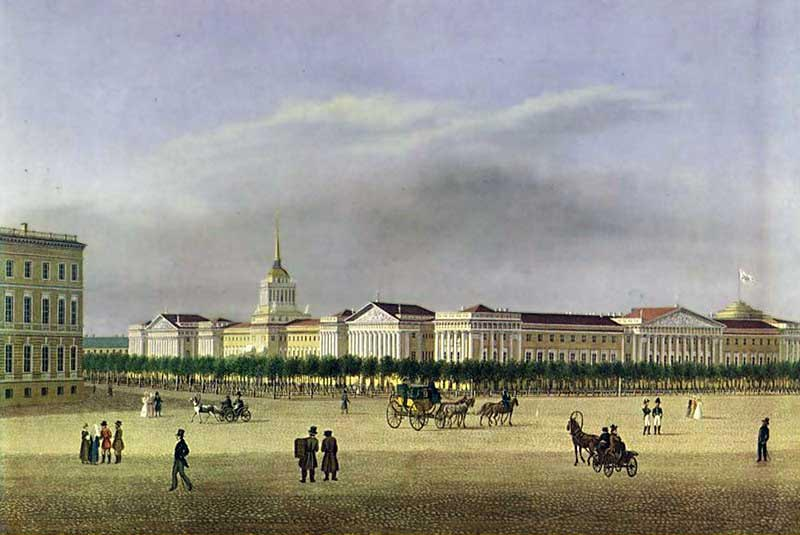
Admiralicja ok. 1810, litografia Bartha

Malarstwo reprezentowali w XVIII wieku tacy malarze jak Iwan Nikitin i Andriej Matwiejew, w twórczości malarskiej przeważały nurty realistyczne.